# Iman Albani
Pour l’article homonyme, voir Albani.
Imane Elbani est une actrice et mannequin marocaine, élue Miss Maroc en 2006.

## Biographie
Elle est couronnée Miss Maroc 2006, puis participe à l'élection de Miss Monde Arabe 2009, étant la première dauphine.
Le 25 décembre 2016, l'ex Miss Maroc 2006 et l'ex première dauphine de Miss Monde Arabe 2009 convertie en mannequin et actrice Marocaine épouse dans une cérémonie très médiatisée l'acteur turc Murat Yıldırım après la demande de sa main par le président turc Recep Tayyip Erdoğan au grand acteur turc .

## Filmographie
- Amaliat khassa (Opérations secrètes)[3]
- Nsiib Al Haj Azzooz